# Wheego LiFe
Wheego Whip – elektryczny mikrosamochód produkowany pod amerykańską marką Wheego w latach 2009–2010 oraz jako Wheego LiFe w latach 2011–2013.

## Historia i opis modelu

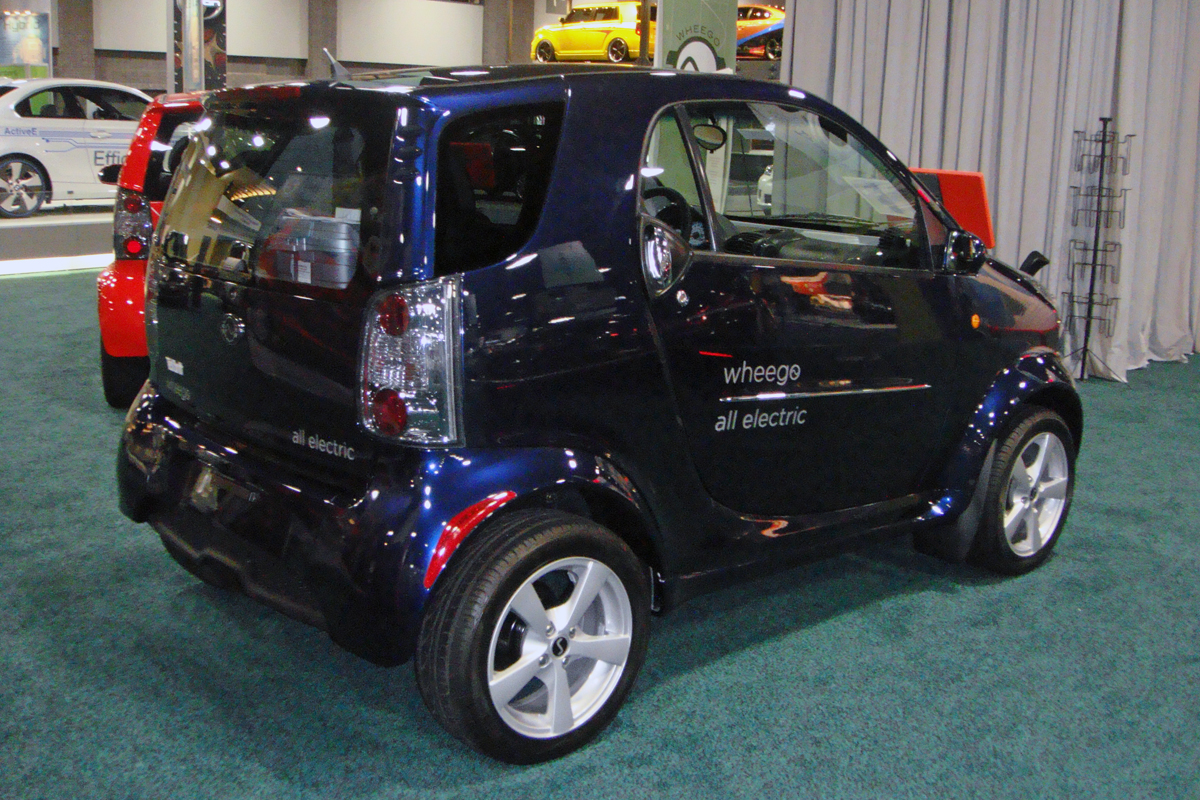
Wheego Whip – tył

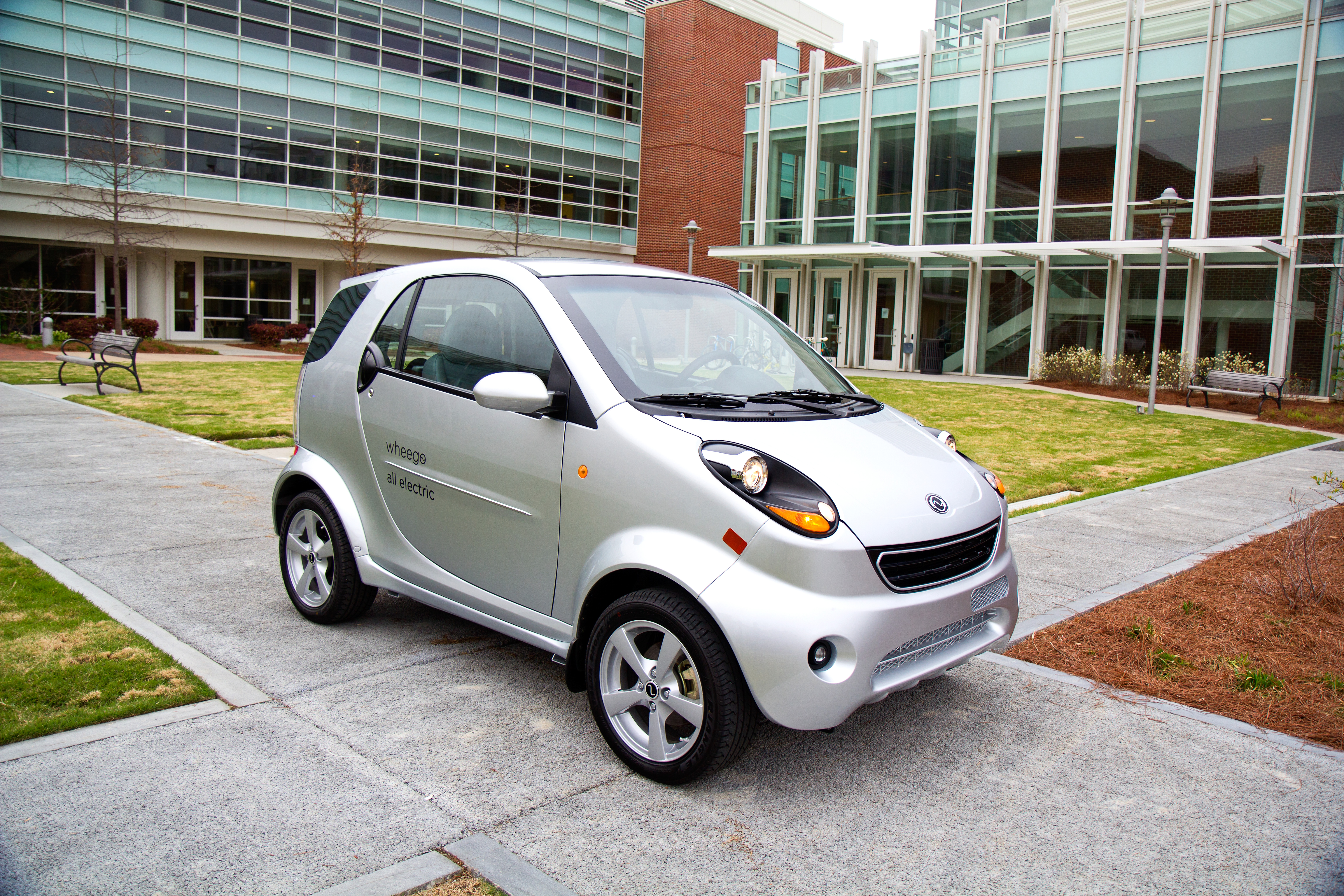
Wheego LiFe

W 2008 roku amerykańskie przedsiębiorstwo Wheego Electric Cars zawiązało współpracę z chińskim producentem samochodów Shuanghuan Auto, na mocy którego wytwarzany przez niego mikrosamochód Shuanghuan Noble zyskał bliźniaczą, w pełni elektryczną odmianę firmowaną marką amerykańskiego partnera. Wheego Whip zadebiutował oficjalnie w lipcu 2009 roku jako pierwszy pojazd przedsiębiorstwa z Atlanty.
Pod kątem wizualnym Wheego Whip odróżnił się od chińskiego pierwowzoru jedynie innymi oznaczeniami modelu i logotypami, a także zaślepką w miejscu osłony chłodnicy. Podobnie jak Shuanghuan Noble, stylizacji nadwozia, kształtowi jego bryły i detalom zarzucano bycie nielicencjonowaną kopią niemieckiego Smarta Fortwo.

### LiFe
W 2010 roku przedstawiony został zmodernizowany wariant o nowej nazwie Wheego LiFe. Pod kątem wizualnym zyskał on przeprojektowane klosze reflektorów, a najobszerniejsze zmiany objęły układ napędowy dostosowany tym razem do rozwijania większych prędkości typowych dla amerykańskich autostrad.

### Sprzedaż
Rodzina elektrycznych mikrosamochodów Wheego eksportowana była z chińskich zakładów Shuanghuan Auto, z kolei do momentu zakończenia produkcji w 2013 roku do klientów na terenie Stanów Zjednoczonych dostarczono łącznie ok. 400 egzemplarzy.

### Dane techniczne
Pierwsza seria mikrosamochodu Wheego Whip była pojazdem niskich prędkości, rozwijając maksymalnie 56 km/h. Akumulator kwasowo-ołowiowy umożliwiał przejechanie na jednym ładowaniu maksymalnie ok. 80 kilometrów. Zmodernizowane Wheego Life było samochodem szybszym i mocniejszym, dzięki mocy 60 KM rozpędzając się maksymalnie do 105 km/h. Akumulator litowo-żelazowo-fosforanowy o pojemności 30 kWh umożliwiał przejechanie na jednym ładowaniu do maksymalnie 60 kilometrów.